# Megalorchestia pugettensis
Megalorchestia pugettensis är en kräftdjursart som först beskrevs av James Dwight Dana 1853.  Megalorchestia pugettensis ingår i släktet Megalorchestia och familjen tångloppor. Inga underarter finns listade i Catalogue of Life.